# Gérard Cornuéjols
Gérard Pierre Cornuéjols est un mathématicien français, né en 1950, qui travaille notamment en recherche opérationnelle, en combinatoire et théorie des graphes.

## Carrière
Gérard Cornuéjols est ancien élève de l'École nationale des ponts et chaussées (ENPC) qu'il termine en 1974, et est titulaire d'un Ph. D. obtenu en 1978 à l'université Cornell, sous la direction de George Lann Nemhauser avec une thèse intitulée « Analysis of algorithms for a class of location problems ». Il est directeur de la faculté de recherche opérationnelle à la Tepper School of Business de l'université Carnegie-Mellon et IBM University Professor of Operations Research, et professeur au Département d'Informatique de l'université de la Méditerranée.

## Recherche
Gérard P. Cornuéjols est notamment coauteur, avec Maria Chudnovsky, Paul Seymour et d'autres, d'un article paru en 2005 où il donne un algorithme pour tester en temps polynomial si un graphe est parfait. Il fait également des contributions importantes à la conjecture forte sur les graphes parfaits démontrée en 2002 par Seymour, Chudnovsky, Robertson et Thomas.
En plus de contributions en recherche opérationnelle, comme le problème de l'emplacement d'installations, et en théorie des graphes, Cornuéjols travaille en optimisation linéaire en nombres entiers, méthodes d'optimisation en mathématiques financières et optimisation combinatoire.
Cornuéjols est éditeur de Mathematics of Operations Research (en).
L'un des premiers parmi ses seize élèves est Michele Conforti, une autre Kristina Vušković.

## Distinctions
En 2000 il reçoit avec Michele Conforti et M. R. Rao le prix Fulkerson.
En 2004 il reçoit, de la SIAM, le Outstanding Paper Prize, en 1977 le prix Frederick W. Lanchester de l'Institute for Operations Research and the Management Sciences (INFORMS), en 2009 le prix George-B.-Dantzig de la SIAM et en 2011 le prix de théorie John-von-Neumann.
En 1982 il est Humboldt Fellow. En 2002 il est conférencier invité au Congrès international des mathématiciens à Pékin avec une conférence intitulée The strong perfect graph conjecture.
En 2015, il reçoit de nouveau le prix Frederick W. Lanchester.

## Publications
- Michele Conforti, Gérard Cornuéjols et Giacomo Zambelli, « Polyhedral Approaches to Mixed Integer Linear Programming  », dans Michael Juenger (éditeur), 50 Years of Integer Programming, Springer Verlag, 2009, p. 343-386.
- Gérard Cornuéjols et Reha Tutuncu, Optimization Methods in Finance, Cambridge University Press, coll. « Mathematics, Finance and Risk », 2007, 358 p. (ISBN 978-0-521-86170-0)
- Gérard Cornuéjols, Combinatorial Optimization : Packing and Covering, SIAM, coll. « CBMS-NSF Regional Conference Series in Applied Mathematics » (no 74), 2001, 132 p. (ISBN 978-0-89871-710-5, lire en ligne)
- Michele Conforti, Gérard Cornuéjols et Giacomo Zambelli, Integer Programming, coll. « Graduate Texts in Mathematics » (no 271), 2014, 456 p. (ISBN 978-3-319-11007-3, DOI 10.1007/978-3-319-11008-0)